# Digama
Digama is een geslacht van vlinders van de familie spinneruilen (Erebidae), uit de onderfamilie Arctiinae.

## Soorten
- D. abietis Leech, 1889
- D. africana Swinhoe, 1907
- D. aganais (Felder, 1874)
- D. budonga Bethune-Baker, 1913
- D. burmana Hampson, 1892
- D. clinchorum Holloway, 1979
- D. costimacula Swinhoe, 1907
- D. culta Hübner, 1825
- D. daressalamica Strand, 1911
- D. fasciata Butler, 1877
- D. hearseyana Moore, 1859
- D. insulana Felder, 1868
- D. lithosioides Swinhoe, 1907
- D. malgassica de Toulgoët, 1954
- D. marchali Guerin., 1843
- D. marmorea Butler, 1877
- D. meridionalis Swinhoe, 1907

- D. ostentata Distant, 1899
- D. pandaensis Romieux, 1935
- D. rileyi (Kiriakoff, 1958)
- D. sagittata Gaede, 1926
- D. septempuncta Hampson, 1910
- D. serratula Talbot, 1932
- D. sinuosa Hampson, 1905
- D. spilosoma Felder, 1874
- D. spilleri (Bethune-Baker, 1908)
- D. strabonis Hampson, 1910